# オラ (神話)

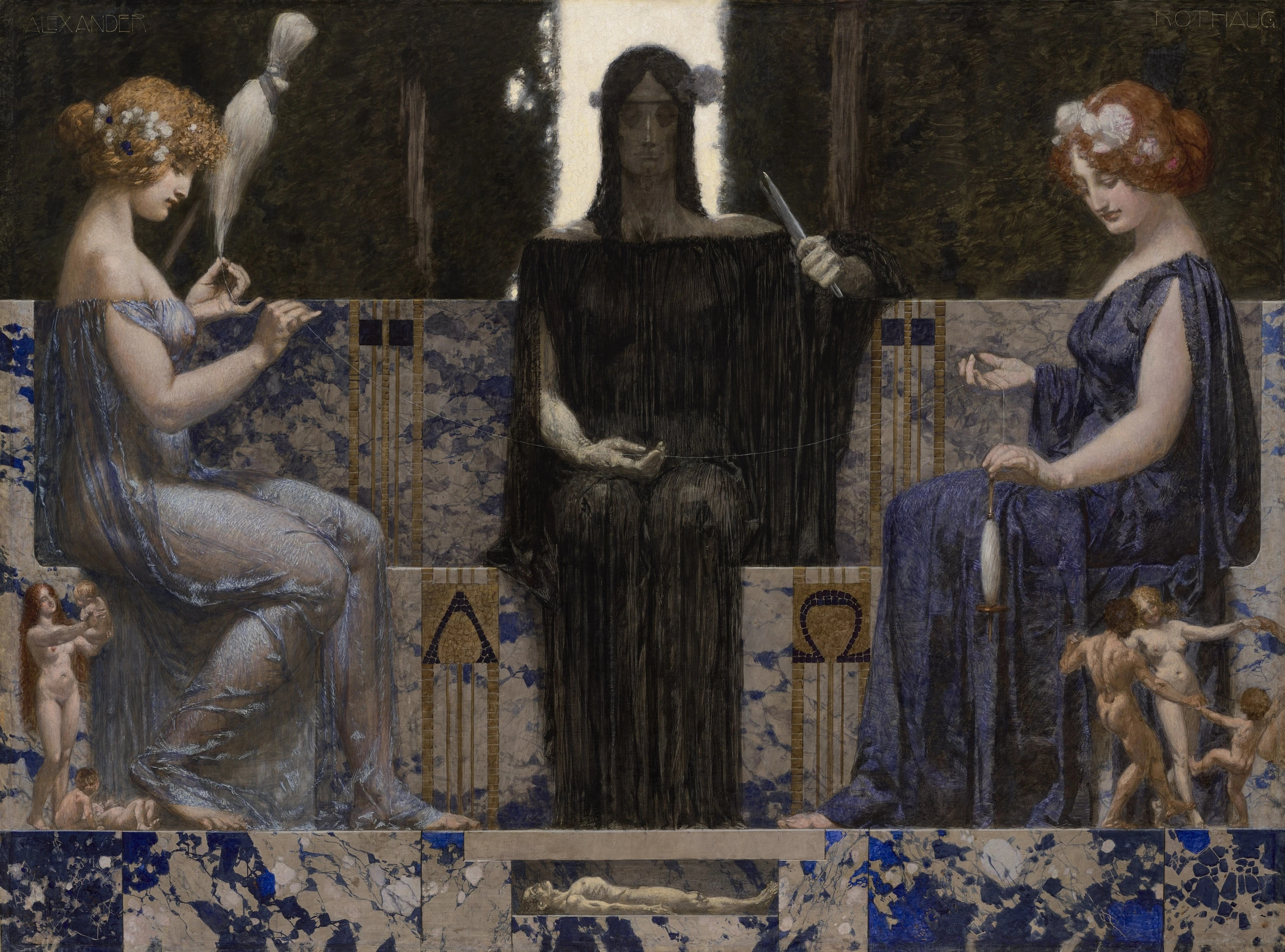
アレクサンダー・ロートハウクによる『3人の運命の女神』

オラ（Ora、アルバニア語: orë）は、全ての人間が生まれつき持っているアルバニアの神話上の生物であり、人間の運命に関連している。 
多くの場合、3人の女性の神として描かれているオラは、「宇宙の秩序を維持し、その法則を施行する」「人類の外見を組織する」ことを行っている。 

### 典拠
1. ↑  Lurker 2005, p. 143.
2. ↑  Elsie 2001, p. 194.
3. ↑  Doja 2005, p. 456.